# Büsingen am Hochrhein

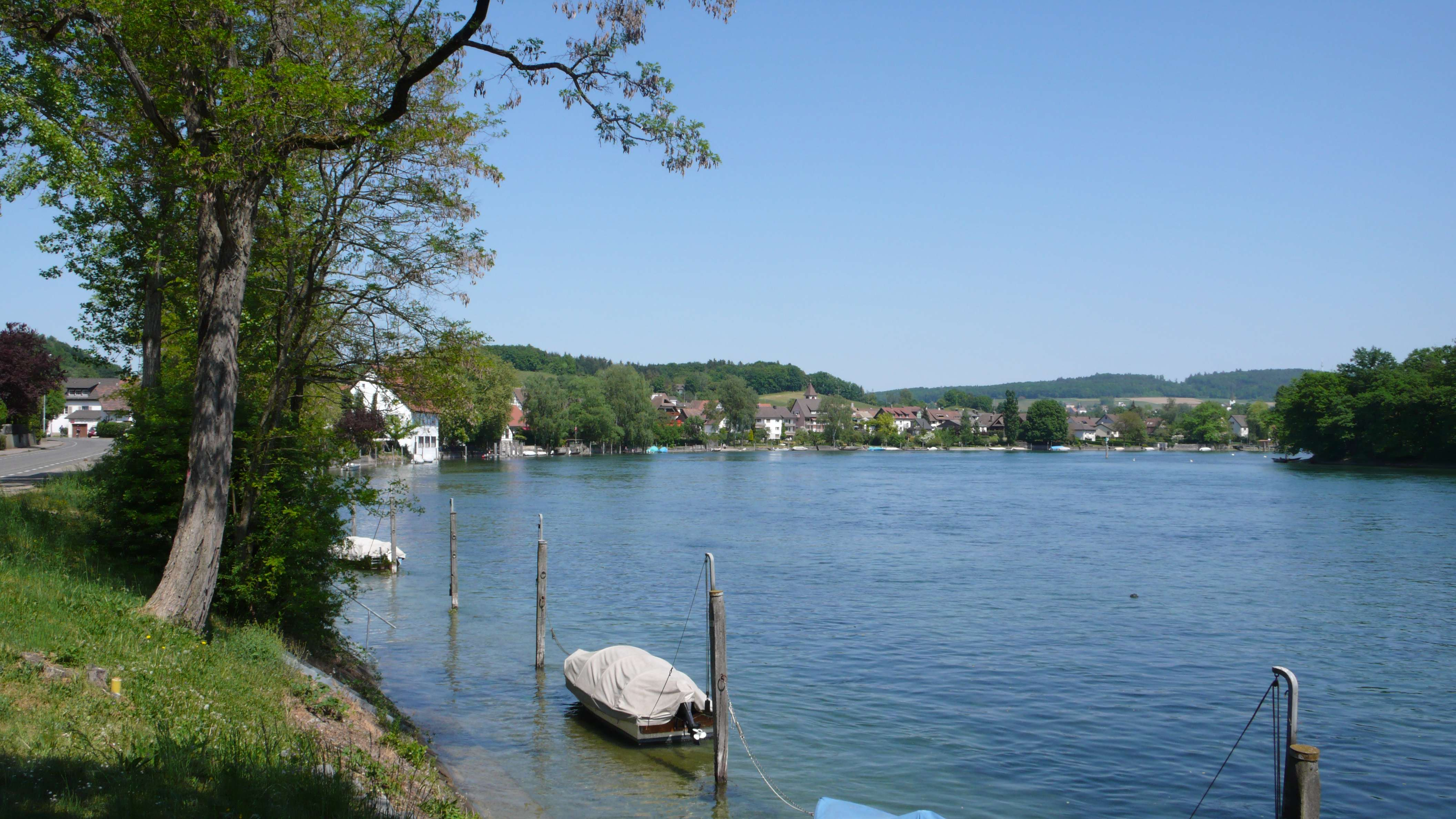
Büsingen am Hochrhein.

Büsingen am Hochrhein ("Buesingen tại Schaffhausen khúc đầu sông Rhein"), thường được gọi tắt là Büsingen, là một thị trấn Đức (7,62 km2 hay 2,94 dặm vuông Anh) mà nằm hoàn toàn trong lãnh thổ Thụy Sĩ, trong bang Schaffhausen và về phía Nam bên kia khúc đầu sông Rhein là bang Zürich và bang Thurgau. Nó có khoảng 1.450 dân cư. Từ đầu thế kỷ 19, thị trấn này đã bị chia rời khỏi nước Đức bởi một khúc đất hẹp (chỗ hẹp nhất, khoảng 700 m) mà thuộc làng Thụy Sĩ Dörflingen.

## chú thích
1. ↑   "Bevölkerung nach Nationalität und Geschlecht am 31. Dezember 2020" [Population by nationality and sex as of December 31, 2020] (CSV). Statistisches Landesamt Baden-Württemberg (bằng tiếng Đức). tháng 6 năm 2021. Truy cập ngày 17 tháng 10 năm 2021.